# Ensigha
Ensigha là một đô thị thuộc tỉnh Khenchela, Algérie. Dân số thời điểm năm 2002 là 7.894 người.